# Białoruś na Zimowych Igrzyskach Paraolimpijskich 2010
Reprezentacja Białorusi na Zimowe Igrzyska Paraolimpijskie 2010 liczyła 9 reprezentantów. Wszyscy oni startowali w biegach narciarskich i biathlonie.

## Medale
| \| Medal \| Zawodnik \| Sport \| Wydarzenie \| Data \| \| ----- \| ------------------ \| ----------------- \| -------------------------------- \| -------- \| \| Złoto \| Ludmiła Wauczok \| Biegi narciarskie \| 10 kilometrów kobiet - siedząc \| 14 marca \| \| Brąz \| Wasilij Szapcjaboi \| Biathlon \| 3 kilometry mężczyzn - niewidomi \| 13 marca \| |                    |                   |                                  |          |
| Medal | Zawodnik           | Sport             | Wydarzenie                       | Data     |
| Złoto | Ludmiła Wauczok    | Biegi narciarskie | 10 kilometrów kobiet - siedząc   | 14 marca |
| Brąz | Wasilij Szapcjaboi | Biathlon          | 3 kilometry mężczyzn - niewidomi | 13 marca |

## Kadra

### Biegi narciarskie

#### Mężczyźni
- Aliaksandr Davidovich - osoby na wózkach
- Dzmitryj Łoban - osoby na wózkach
- Yauheni Lukyanenka - osoby na wózkach
- Barys Pronka - osoby na wózkach
- Vasili Shaptsiaboi - osoby niewidome
- Siarhei Silchanka - osoby stojące

#### Kobiety
- Yadviha Skorabahataya - osoby niewidome
- Larysa Varona - osoby stojące
- Ludmiła Wauczok - osoby na wózkach

### Biathlon

#### Mężczyźni
- Aliaksandr Davidovich - osoby na wózkach
- Dzmitryj Łoban - osoby na wózkach
- Yauheni Lukyanenka - osoby na wózkach
- Barys Pronka - osoby na wózkach
- Vasili Shaptsiaboi - osoby niewidome
- Siarhei Silchanka - osoby stojące

#### Kobiety
- Yadviha Skorabahataya - osoby niewidome
- Larysa Varona - osoby stojące
- Ludmiła Wauczok - osoby na wózkach